# Fernando Rodríguez Ortega
Fernando Rodríguez Ortega (Pilas, 31 januari 1986) – voetbalnaam Fernando – is een gewezen Spaans voetballer.
Fernando volgde een jeugdopleiding bij Sevilla FC. Hij speelde hier in de C-ploeg tot het seizoen 2008/2009 waarin hij deel uitmaakte deel uit van Sevilla Atlético, de B-ploeg van Sevilla FC die op dat ogenblik uitkwam in de Segunda División A. Hij werd ook verscheidene malen opgeroepen voor de eerste ploeg, die onder leiding stond van Manuel Jiménez Jiménez. Hij maakte zijn debuut bij de eerste ploeg, die uitkwam in de Primera División, tijdens de zevende competitiewedstrijd tegen UD Almería. Ook zat hij meerdere keren in de selectie voor de UEFA Europa League. Tijdens de winterstop werd hij echter uitgeleend aan Ontinyent CF, een ploeg uit de Segunda División B.
Tijdens de zomer van 2009 tekende hij een contract bij Real Jaén, een ambitieuze reeksgenoot uit de Segunda División B. Hij speelde anderhalf seizoen voor deze club en scoorde tien doelpunten. Daarna tekende hij op hetzelfde niveau contracten bij CD San Roque, AD Ceuta, Lucena CF en FC Cartagena. Bij deze laatste ploeg kende hij zijn grootste successen met achttien doelpunten tijdens de reguliere competitie 2013-2014 en twee doelpunten in de Copa del Rey, waaronder de openingstreffer tegen FC Barcelona.
Aangezien er geen duidelijkheid kwam over het nieuwe project bij Cartagena, koos Fernando ervoor om voor het seizoen 2014-2015 bij Hércules CF te tekenen.  Deze ploeg degradeerde net uit Segunda División A en werd zo reeksgenoot van de ploeg uit Cartagena.  Hij kon echter niet zoveel doelpunten maken dan in zijn tijd bij Cartagena, zodat zijn contract niet verlengd werd.
Er volgde voor het seizoen 2015-2016 een overstap naar reeksgenoot CF Reus Deportiu.  Voor de ploeg werd het een succesvol jaar want voor de eerste keer in haar geschiedenis kon ze doorstoten naar de Segunda División A, maar de speler kon maar drie keer scoren tijdens 27 optredens.  Daarom werd hij niet weerhouden voor het volgende seizoen.
Om deze reden keerde hij vanaf seizoen 2016-2017 terug naar FC Cartagena, een ploeg uit de Segunda División B waar hij zijn grootste persoonlijke successen gekend heeft.  Hij tekende er voor 1 seizoen met een optie voor & additioneel jaar.  Daar kwam hij terecht in ploeg met zijn gewezen ploegmaten en vrienden Oscar en Limones.  Tijdens de heenronde scoorde hij echter maar 2 doelpunten.  Na uitlatingen in verschillende tijdschriften dat hij hoopte op een betere terugronde kwam het onverwachte bericht van zijn vertrek.
Hij stapte over naar het Filipijnse Ceres-Negros Football Club.  Met deze club won hij de PFL.  In januari 2018 tekende hij voor Mitra Kukar.  
Daarop volgde het Maleisische Kedah FA, een ploeg uit de Super League.  Met deze club won hij de FA Cup en de Malaysian Cup en werd hij landskampioen.
Vanaf seizoen 2020-2021 tekende hij voor reeksgenoot Johor Darul Ta'zim FC. Bij deze ploeg zou hij heel veel ingezet worden bij de B-ploeg die een reeks lager speelde.